# Karl August von Schwartz

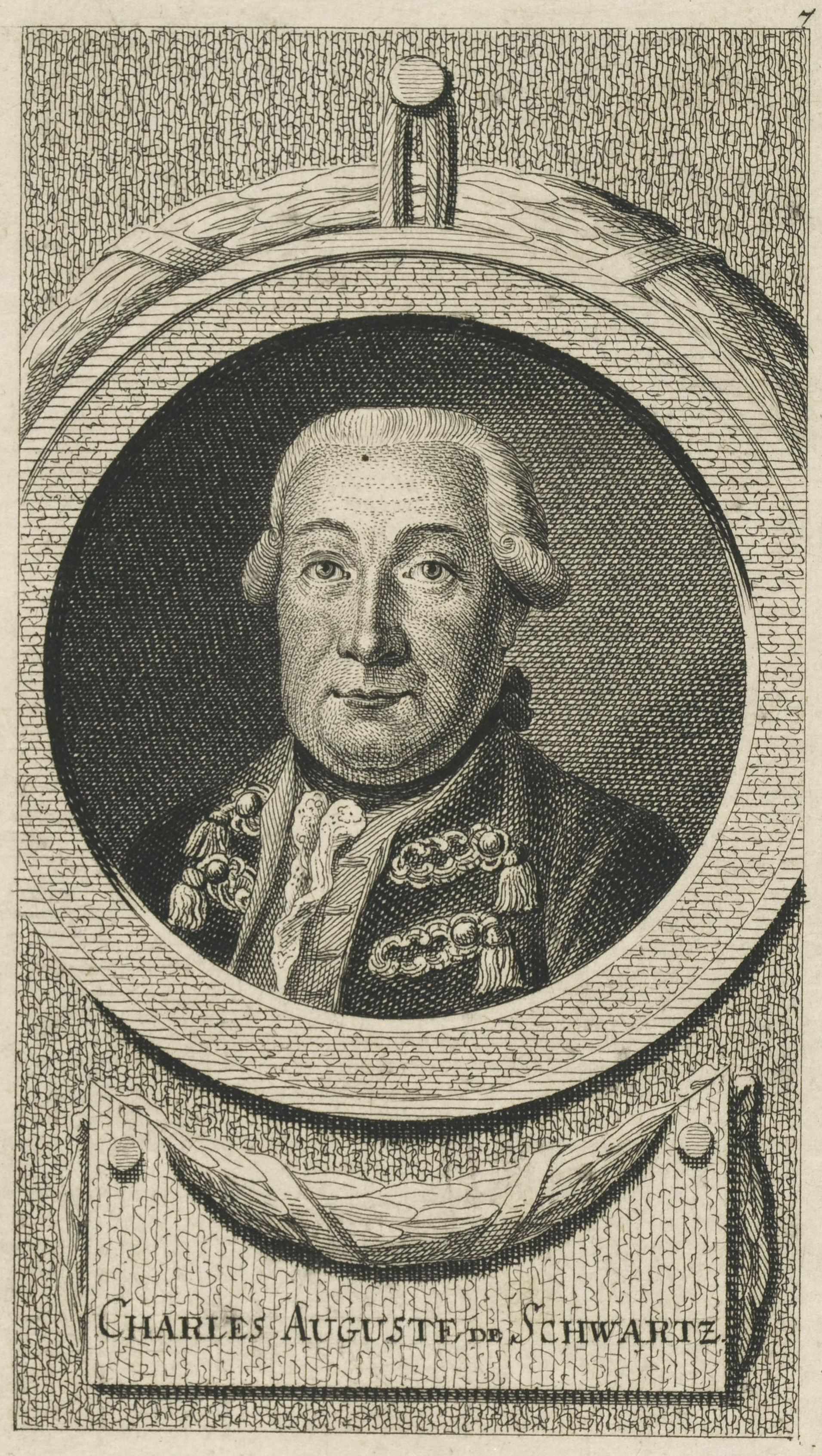
Karl August von Schwartz (1715–1791)

Karl August von Schwartz (* 15. Dezember 1715 auf Schloss Hohenthurm bei Halle; † 15. Juni 1791 in Neisse) war ein preußischer Generalleutnant, Chef des Füsilier-Regiments Nr. 49 und Gouverneur von Neisse.

## Leben

### Herkunft
Sein Vater war der Geheimrat Friedrich Franz von Schwartz, Erbherr von Hohenthurm.

### Militärkarriere
Schwartz trat unter Friedrich Wilhelm I. in die Preußische Armee ein und kam am 3. März 1733 zum Infanterieregiment „Marwitz“ Nr. 21. Er diente sich dort hoch und wurde am 22. August 1738 Fähnrich. 1740 wurde Friedrich II. König und reorganisierte die Armee. Und so wurde Schwarz am 6. Februar 1741 zum 1. Bataillon der Garde versetzt. Er marschierte mit dem Bataillon nach Schlesien und kämpfte am 10. April bei Mollwitz. Nach der Schlacht ging es weiter zur Belagerung und Eroberung von Brieg. Danach nahm ihn der König in die Einheit auf, die die persönliche Leibwache stellte. Im Oktober war Schwartz bei der Belagerung von Neisse und nach der Einnahme ging er mit dem Kommando nach Berlin. Im Februar 1742 kam er zu seinem Bataillon nach Potsdam Zurück. Am 4. Juli 1744 wurde er Sekondeleutnant und 1752 Premierleutnant.
Auch im Siebenjährigen Krieg kam er wieder zum König und kämpfte am 1. Oktober 1756 in der Schlacht bei Lobositz. Nach der Kapitulation der sächsischen Armee bei Pirna übernahm Generalmajor Wilhelm von Saldern das ehemalige Regiment Sachsen-Gotha und Schwartz wurde am 3. November 1756 als Major in das Regiment versetzt. Er begleitete das Regiment nach Magdeburg, wo es in preußische Dienste versetzt wurde. Am 3. März 1758 führte er es nach Leipzig. Im Jahr 1759 erhielt er das Kommando über ein Grenadier-Bataillon, das aus den Kompanien der Regimenter „Prinz Heinrich“ Nr. 35 und „Münchow“ Nr. 28 gebildet wurde. Er wurde damit Nachfolger des Generalmajors Friedrich August von Schenckendorf. Das Bataillon marschierte unter dem Kommando von Generalmajor Karl Gottfried von Knobloch nach Bamberg. Dort schlugen sie die Österreicher und Reichstruppen unter General Ried und erbeuteten die Magazine der Stadt. Danach marschierten sie zurück und kämpften am 12. August 1759 in der Schlacht bei Kunersdorf. Dort war das Regiment eines von acht, welche unter Generalmajor Schenkendorf die Vorhut bildeten. Sie konnten die Russen aus zwei Verschanzungen treiben und zahlreiche Kanonen erbeuten. Schwarz wurde dabei in der linken Seite verwundet, sein Pferd gleich drei Mal verletzt. Die Kugel drang bis zu seinem Rückgrat vor und müsste er sie sich gleich entfernen lassen. Er ging zur Genesung nach Stettin. Nachdem er im November wieder genesen war, ging er nach Freiberg zu seinem Bataillon zurück.
Im April 1760 führte er es zur Armee des Prinzen Heinrich und marschierte durch die Neumark nach Polen gegen die Russen. Danach schwenkte sie nach Breslau, das von General Laudon belagert wurde und entsetzte die Stadt. Die Armee vereinigte sich mit der Armee des Königs und marschierte nach Torgau. Als es dort am 3. November zur Schlacht bei Torgau kam, machte das Bataillon mit Neun anderen unter der Führung der Generäle Stutterheim (der Ältere) und Friedrich Wilhelm von Syburg den ersten Angriff. Dabei wurde Major Schwartz an der linken Schulter verletzt, sein Degen zerschossen und sein Pferd getötet.
Im Frühjahr 1761 eskortierte er mit seinem Bataillon und 200 Jägern zu Fuß den Nachschubkonvoi der königlichen Armee von Torgau nach Striegau. Im August kam er in das Heerlager von Bunzelwitz und danach nach Strehlen. Von dort wurde das Bataillon zum Korps von General Schenkendorf (der Jüngere) versetzt und zunächst in Glogau stationiert, um so den österreichischen General Philipp Levin von Beck von Vorstößen in die Mark abzuhalten. Danach ging er mit dem Korps Schenkendorff nach Pommern um Kolberg zu entsetzen. 1762 war er beim Korps Tauentzien zur Belagerung der Festung Schweidnitz. Nach dem Frieden von Hubertusburg führte er das Bataillon nach Potsdam zurück.
Danach versetzte ihn der König in das Regiment „Fouqué“ Nr. 33 und ließ ihn die Werbung für die sächsische Infanterie koordinieren. Am 24. Mai 1764 wurde er Oberstleutnant und Kommandeur des Infanterieregiments „v. Stechow“ Nr. 29. Am 19. Mai 1766 wurde er Oberst und am 13. September 1770 Chef des Infanterieregiments „Diericke“ Nr. 49 in Neisse, dazu wurde er am 23. Mai 1771 zum Generalmajor ernannt.
Im Bayerischen Erbfolgekrieg war Schwartz bei der Armee des Königs. Er war auf dem Rückmarsch nach Böhmen, als bei Leopold ein österreichischer Angriff erfolgte, der erfolgreich abgewehrt werden konnte. Am 21. Mai 1783 erfolgte noch die Ernennung zum Generalleutnant. Im Mai 1788 erhielt er aufgrund seines Alters
eine Pension. Er gab sein Regiment ab und wurde Gouverneur von Neisse. Dort verstarb Schwartz am 15. Juni 1791 an den Folgen einer „wassersüchtigen Geschwulst“.
Es ist anzunehmen, dass er keine Nachkommen hatte, da sein Neffe Johann Ludwig Georg Schwarz schreibt, dass er „… ein Vermögen von 100,000 Thalern seinen Schwester- und Bruders-Kindern hinterließ …“.